# Sudán IV
Sudan IV (C24H20N4O) es un colorante diazo lisocromo (soluble en grasa) que se utiliza para la tinción de lípidos, triglicéridos y lipoproteínas en secciones de parafina congeladas. Tiene el aspecto de cristales marrón rojizo con un punto de fusión de 199 °C y una absorción máxima a 520(357) nm.
Las técnicas de coloración para la identificación de lípidos sirven para determinar principalmente lípidos homofásicos. El Sudán IV, llamado Escarlata R, se basa en que el colorante es más soluble en lípidos que en el propio disolvente en el que va contenido. Se consideran lípidos todas aquellas sustancias orgánicas insolubles en agua total o parcialmente, pero solubles en acetona, alcohol, cloroformo, éter, etc... y que en general son untuosas al tacto.

## Fundamento
Los colorantes para grasas son más solubles en las propias grasas que en el medio en el que van disueltos. Así, al bañar la grasa con la solución del colorante éste tiende a disolverse en la grasa que se va cargando del colorante. Por regla general estos colorantes siempre van en solución alcohólica o bien en una mezcla de alcohol/acetona o alcohol/agua.
El Sudán IV es una coloración progresiva, es decir, que cuanto mayor tiempo de exposición al colorante mayor es la intensidad de tinción.
La inestabilidad de las soluciones colorantes es el principal problema de esta técnica, pues la evaporación de parte del disolvente provoca la precipitación del colorante sobre el tejido e induce a error de interpretación (falsos positivos). 
Para evitar estos falsos positivos deben seguirse los siguientes consejos:
1. Almacenar el reactivo en un lugar fresco y en recipientes cerrados herméticamente.
2. Emplear, si es posible, soluciones diluidas filtradas, aunque estas soluciones no pueden emplearse en muchas técnicas que requieren soluciones saturadas de colorante.
3. Teñir los cortes flotantes antes de rescatarlos del agua, lo cual no es difícil porque su espesor oscila entre 15 y 20 micras.
4. No prolongar la tinción más de 10 minutos.
5. Agitar con cierta frecuencia durante la coloración.

## Tejido control y diana
Tejido adiposo y lípidos en general.

## Fijador óptimo
Para la fijación previa del tejido el mejor fijador es el formol, que, si bien fija totalmente las grasas neutras, actúa de manera variable sobre le resto de las estructuras lipídicas (colesterol y derivados, fosfolípidos, esfingolípidos...). 
El formol es aún mejor fijador de grasas si se emplea como formol-cálcico (formol al 10% y cloruro cálcico al 1%). 
De esta manera los iones de calcio estabilizan los lípidos y el formol los fija más eficazmente.
Otros fijadores que poseen la capacidad de insolubilizar las grasas neutras son el Fleming, Helly y Zenker.
Como se ha indicado, las grasas son insolubles en agua, pero solubles en ciertos disolventes orgánicos como acetona o el cloroformo. Por ello, en la técnica histológica habitual las grasas se disuelven en los líquidos intermediarios propios de la inclusión de parafina, quedando exclusivamente en el tejido los huecos donde éstas se encontraban. 
Para evitar este problema, es necesario incluir los tejidos en gelatina o polietilenglicol, a menos que se prefiera realizar cortes en congelación.

## Grosor del corte
Los cortes han de ser normalmente por congelación, a 10 micras, aunque también se puede utilizar la parafina.

## Reactivos
1. Solución de Sudán IV, variante de Herxheimer (para 100 cc)
  1. 1 g Sudán IV (escarlata R)
  2. 50 cc acetona
  3. 50 cc alcohol 70%

1. Solución de dicromato potásico (para 1 L)
  1. 0,2 g Gelatina
  2. 0,2 g dicromato potásico
  3. 1000 cc agua destilada

1. Hematoxilina para la coloración nuclear, siendo indiferente la utilización de hematoxilina de Harris o de Mayer

## Procedimiento

### Método de tinción
La técnica de tinción es como sigue:
1. Colocar los cortes en la solución de dicromato potásico y poner sobre portaobjetos.
2. Dejar secar al aire.
3. Sumergir en alcohol de 70º
4. Teñir con Sudán durante 5 minutos si son cortes congelados y 30 minutos si son en parafina
5. Sumergir en alcohol de 70º
6. Lavar en agua destilada
7. Contrastar con hematoxilina de Harris 30 s, o 3 min en hematoxilina de Mayer.
8. Lavar en agua destilada 10 minutos.
9. Deshidratar con alcoholes, aclarar con xilenos y montar.

### Resultados
1. Lípidos: rojo intenso
2. Núcleos: azul

### Otros artículos
- Hematoxilina eosina
- Técnica de Papanicolau
- Técnica de Romanowsky